# Sector Alarm
Sector Alarm är ett norskt företag som grundades 1989 och erbjuder villalarm med väktartjänst. Idag finns Sector Alarm i Norge, Frankrike, Sverige, Finland, Spanien och Irland. Över 600 000 kunder. Huvudkontoret i Sverige ligger i Göteborg. 2020 hade Sector Alarm AS driftsintäkter på cirka 888 400 000 kr.